# Rrose Sélavy

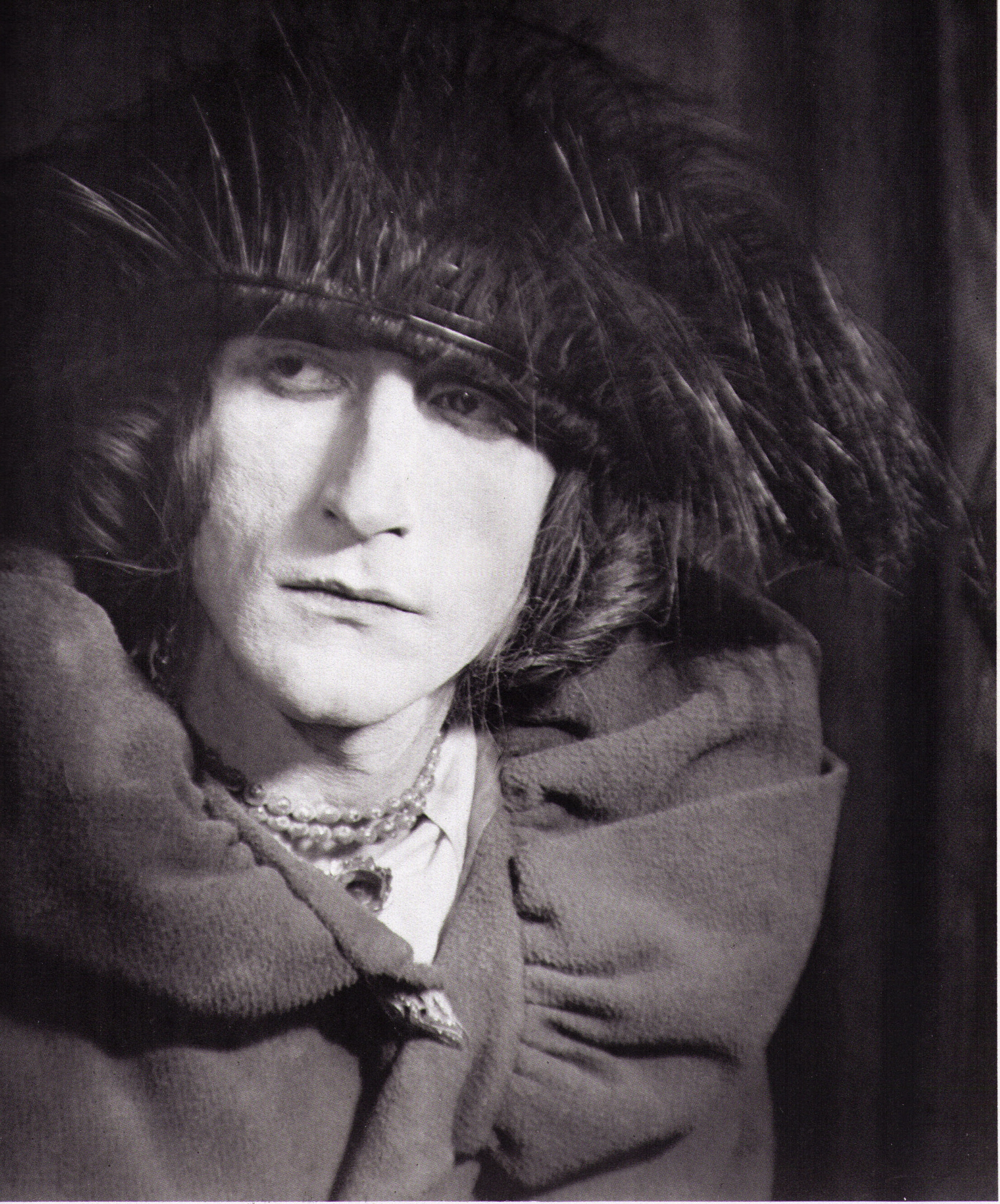
Marcel Duchamp en Rrose Sélavy. Photographie de Man Ray.

Rrose Sélavy est un personnage féminin fictif créé par l'artiste français Marcel Duchamp en 1920, qui peut être vu comme un hétéronyme et une œuvre à part entière de l'artiste.

## Histoire
Duchamp est le premier artiste à se réinventer en une femme ayant une production littéraire et plastique en soi : Rrose Sélavy est tout à la fois une œuvre et à l'origine d'œuvres.
La signature « Rrose Sélavy » apparaît pour la première fois sur la tablette d'une sculpture intitulée Fresh Widow, modèle réduit de fenêtre « à la française » (french window) ; le titre est donc un jeu de mots à partir de fresh/french et widow/window, fresh widow devenant en français « veuve fraîche ». L'orthographe du prénom « Rose » est alors écrit avec un seul r. Cette graphie évolue ensuite et le prénom prend deux r s'écrivant « Rrose », entre autres pour une série de photographies exécutées par Man Ray, où Duchamp pose travesti en femme, maquillé et coiffé d'un chapeau. Duchamp signe Rrose Sélavy au moins trois ready-made et un court-métrage.
Le nom choisi évoque la phrase « Éros, c'est la vie » : Duchamp affirme également qu'il a choisi le nom « Sélavy » pour sa sonorité juive. Le double r du prénom évoque, lui, le double Ll commençant certains patronymes gallois, comme dans « Lloyd ». La première fois qu'apparaît cette nouvelle signature, c'est dans la revue de Francis Picabia intitulée 391, et plus précisément dans le supplément illustré de celle-ci, Le Pilhaou-Thibaou. Duchamp signe également « Rrose Sélavy » une série d'étranges calembours contrepétriques, par exemple : « Conseil d'hygiène intime : il faut mettre la moelle de l'épée dans le poil de l'aimée. » 
À partir de 1922, Robert Desnos reprend le personnage à son compte lors des séances de sommeil hypnotique qu'il pratique alors avec le groupe surréaliste et invente des aphorismes souvent en forme de contrepets approximatifs, poétiques et érotiques : « Suivrez-vous Rrose Sélavy au pays des nombres décimaux où il n'y a décombres ni maux ? » ; « Rrose Sélavy affichera-t-elle longtemps au cadran des astres le cadastre des ans? » ; « Nos peines sont des peignes de givre dans des cheveux ivres. »... Une partie de ces aphorismes sera reprise dans le recueil Corps et biens (1930), où ils apparaissent sous forme numérotée. Dans l'aphorisme numéro 13, Desnos reconnaît, pour qui sait lire, sa dette envers le père de Rrose : « Rrose Sélavy connaît bien le marchand du sel. »
En 1939, un recueil d'aphorismes paraît sous le nom de Rrose Sélavy, Poils et coups de pieds en tous genres, cette fois écrits par Duchamp.
Le samedi 15 mai 1965, Duchamp organise un « dîner Rrose Sélavy » au restaurant Victoria (Paris) et s'entoure d'une trentaine de convives, dont Carl Fredrik Reuterswärd, Jacques Fraenkel, Gabriële Buffet-Picabia, P. R. de Zayas et Marie-Claire Dumas, tous membres de l’Association pour l'étude du mouvement dada. Au cours du dîner, il dépose dans un récipient les cendres d'un cigare et à la fin, celles du procès-verbal attestant du contenu dudit récipient baptisé l'Urne, lequel, véritable ready-made provoqué, est ensuite scellé et signé.

## Œuvres de Duchamp en rapport avec Rrose Sélavy
- Fresh Widow, New York, 1920
- Bagarre d'Austerlitz, Paris, 1921
- Belle Haleine, Eau de Voilette, flacon, étiquette et coffret, New York, 1921
- New York Dada, cahier de 4 pages conçu avec Man Ray et reprenant en couverture Belle Haleine, et comprenant un texte de Tristan Tzara, 1921
- Why Not Sneeze, Rose Sélavy?, 1921
- Some French Modern Says McBride, livre relié avec anneaux et onglets conçu avec le critique Henry McBride, mentionnant Rrose Sélavy et la Société Anonyme Inc. comme éditeurs, New York, 1922
- Vous pour moi ?, étiquettes de voyage avec le texte imprimé : RROSE SELAVY 1947 Brodway N.Y. City -  VOUS POUR MOI ?, 1922
- Wanted $2,000 Reward, affiche, New York, 1923
- Anémic Cinéma[6], court-métrage, 7 min, 1926
- La Boîte verte, 1934
- La boîte-en-valise, 1936-1966
- Rrose Sélavy, oculisme de précision, poils et coups de pieds en tous genres, Coll. Bien Nouveaux, Éditions GLM, Paris, 1939
- L'Urne, ready-made provoqué, 1965
- "Corps et biens", Rrose Sélavy (1922-1923) Robert Desnos

## Postérité
- Un personnage du roman Mersonne ne m'aime s'appelle Rose Sélavy. Nicole-Lise Berhneim et Mireille Cardot, Mersonne ne m'aime, Éditions des autres, Paris, 1978.
- En 1980, le trompettiste italien de jazz Enrico Rava a publié le disque Ah, du label ECM (1166). Un morceau se nomme Rose Selavy, avec F. d'Andrea au piano, G. Tommaso à la basse et B. Ditmas à la batterie.
- L'artiste John Frusciante est déguisé en Rrose Sélavy sur la pochette de son album Niandra LaDes and Usually Just a T-Shirt, sorti en 1994.
- En souvenir de ce personnage, un rassemblement d'objets éclectiques roses a été réalisé au Lieu unique de Nantes en 2001 par l'artiste Joël Hubaut : cette installation portait le nom de Rrose Selavy.
- En 2010, le duo de DJs allemands Âme produit un morceau de techno intitulé Rrose Sélavy, produit sur leur label Innervisions[réf. nécessaire].
- l'éditeur d'art contemporain RRose éditions tire son nom de Rrose Sélavy.